# 미나스 이실

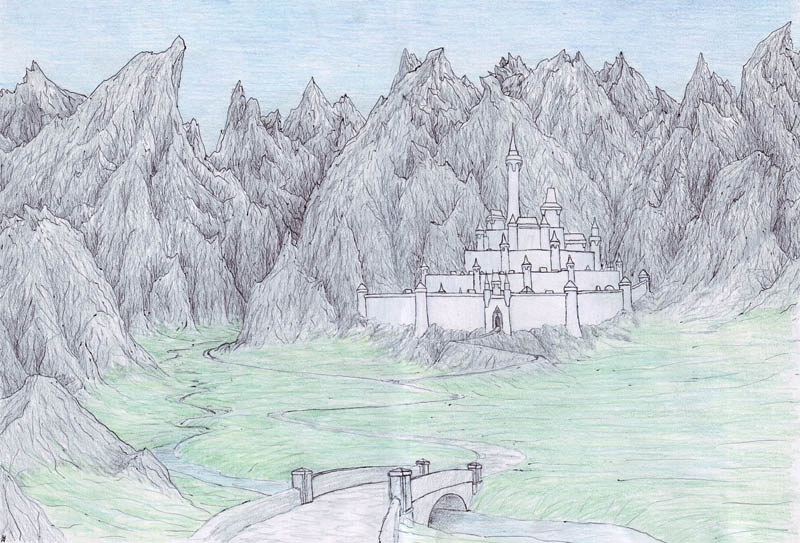

미나스 이실은 《반지의 제왕》에 등장하는 성이다. 곤도르의 수도 오스길리아스 방어를 위해 건축 되었다.
미나스 이실은 본디 오크와 같은 사악한 존재로부터 지역을 방어하기 위해 세웠다. 하지만, 모르도르 군세에 밀린 이실두르와 그의 부대는 겨우 탈출하여 그 이후 성은 사우론에게 넘어간다.
넘어간 성은 미나스 모르굴로 개명된다.